# バルトイ・ヴォケ
バルトイ・ヴォケ（リトアニア語: Baltoji Vokė  発音、ポーランド語: Biała Waka）は、リトアニア・ヴィリニュス郡の都市。シャルチニンカイの西30kmに位置する。

## 人口
人口の変遷は以下の通りとなっている。
- 1970年 - 1,065人
- 1979年 - 1,009人
- 1989年 - 1,128人
- 2001年 - 1,073人